# Aleksandr Aleksiejew (hokeista)
Aleksandr Jurjewicz Aleksiejew, ros. Александр Юрьевич Алексеев, błr. Аляксандр Юр'евіч Аляксееў – Alaksandr Jurjewicz Alaksiejeu (ur. 10 sierpnia 1968 w Ufie) – radziecki i białoruski hokeista, reprezentant Białorusi, olimpijczyk. Trener i działacz hokejowy.

## Kariera zawodnicza
- Saławat Jułajew Ufa (-1985)
- Awangard Ufa (1985-1986)
- SKA Swierdłowsk (1986-1987)
- HK Nioman Grodno (1988-1989)
- Dynama Mińsk (1989-1992)
- EC Wilhelmshaven-Stickhausen (1992-1993)
- Tiwali Mińsk (1993)
- Podhale Nowy Targ (1993-1995, 1996, 1997)
- CSKA Moskwa (1995-1996)
- Hampton Roads Admirals
- Kiruna IF (1996-1997)
- Rungsted IK (1997-2000)
- Witiaź Podolsk (2000)
- Dinamo-Eniergija Jekaterynburg (2000)
- Rødovre SIK (2001-2002)
- HK Homel (2002-2004)
- Junost' Mińsk (2004-2005)

Pochodził z ZSRR. Jest wychowankiem klubu Saławat Jułajew Ufa, skąd przeniósł się do Białoruskiej SRR i następnie został obywatelem Białorusi. W wieku juniorskim w barwach ZSRR wystąpił na mistrzostwach Europy do lat 18 w 1980. Przez cztery sezony grał w Dynamie Mińsk. Od 1993 występował w polskim klubie Podhale Nowy Targ (wraz z nim pierwotnie zostali sprowadzeni jego rodacy, Wiktar Karaczun i Andrej Rasolka) przez dwa sezony stale, a pod odejściu do Moskwy, a potem do Szwecji – dwukrotnie powracał do Nowego Targu na koniec sezonu w trakcie fazy play-off (tym samym łącznie zdobył cztery tytuły mistrzowskie).
W karierze seniorskiej reprezentował Białoruś. Zagrał w pierwszym oficjalnym spotkaniu reprezentacji Białorusi 7 listopada 1992 w eliminacyjnym meczu do mistrzostw świata z drużyną Ukrainy (1:4). Uczestniczył mistrzostwach świata w 1995 (Grupa C), 1996, 1997 (Grupa B), 2002 (Dywizja I), 2003 (Elita), 2004 (Dywizja I) oraz na zimowych igrzyskach olimpijskich 1998.

## Kariera trenerska
- HK Homel (2008-2011), I trener
- Reprezentacja Białorusi (2011), asystent trenera
- Szachcior Soligorsk (2012-), dyrektor sportowy

Po zakończeniu kariery zawodniczej został szkoleniowcem hokejowym. Trenował klub HK Homel. Na turnieju 2011 był asystentem selekcjonera. Od 2012 dyrektor sportowy w klubie Szachcior Soligorsk (w tym klubie trenerem został Andrej Husau, występujący z nim wcześniej w Podhalu Nowy Targ).

## Sukcesy
Reprezentacyjne
- Awans do grupy B mistrzostw świata: 1995
- Awans do grupy A mistrzostw świata: 1997
- Awans do Elity mistrzostw świata: 2002, 2004

Klubowe
- Złoty medal mistrzostw ZSRR juniorów: 1985 z Saławatem Jułajew Ufa
- Złoty medal mistrzostw Polski: 1994, 1995, 1996, 1997 z Podhalem Nowy Targ
- Złoty medal mistrzostw Białorusi: 1993 z Tiwali Mińsk, 2003 z HK Homel, 2005 z Junostią Mińsk
- Srebrny medal mistrzostw Danii: 1998 z Rungsted IK
- Brązowy medal mistrzostw Białorusi: 2004 z HK Homel
- Puchar Białorusi: 2003, 2004 z HK Homel
- Srebrny medal Wschodnioeuropejskiej Ligi Hokejowej: 2003, 2004 z HK Homel
- Srebrny medal Pucharu Kontynentalnego: 2004 z HK Homel

Indywidualne
- Ekstraklasa polska 1996/1997:
  - Gol w finałach ligi decydujący meczu o mistrzostwie
- Liga duńska 1997/1998:
  - Skład gwiazd sezonu
- Wschodnioeuropejska Liga Hokejowa 2003/2004:
  - Najlepszy obrońca edycji

Osiągnięcia szkoleniowe
- Srebrny medal mistrzostw Białorusi: 2009 z HK Homel
- Brązowy medal mistrzostw Białorusi: 2010 z HK Homel